# NGC 582
NGC 582 (другие обозначения — UGC 1094, MCG 5-4-65, ZWG 502.105, IRAS01291+3313, PGC 5702) — спиральная галактика с перемычкой (SBb) в созвездии Треугольник.
Этот объект входит в число перечисленных в оригинальной редакции «Нового общего каталога».
В галактике взорвалась сверхновая PNV J01315945+332858. Она относится к типу IIP.
Галактика NGC 582 входит в состав группы галактик NGC 499. Помимо NGC 582 в группу также входят NGC 495, NGC 499, NGC 517, NGC 504 и PGC 5026.